# Bitter Sweet
 Bitter Sweet és una pel·lícula de 1940 dirigida per W.S. Van Dyke amb Jeanette MacDonald i Nelson Eddy.

## Argument
Per evitar un matrimoni arranjat amb un home que no estima, Sarah Millick s'escapa a Viena amb el seu professor de música, Carl Linden, que estima. Es casen. A Viena, lluiten per fer una vida fent música. Carl escriu una opereta i intenta produir-la. Són ajudats endavant pel Baró de Viena, però les seves intencions no són honorables. Mata Carl en una baralla amb l'espasa. Un productor produeix l'opereta, amb Sari al davant, tot i que sense el seu marit, és una victòria agredolça.

## Repartiment
- Jeanette MacDonald: Sarah Millick abans de ser Sarah Linden
- Nelson Eddy: Carl Linden
- George Sanders: Baró Von Travish
- Ian Hunter: Lord Shayne
- Felix Bressart: Max
- Edward Ashley: Harry Daventry
- Lynne Carver: Dolly

## Nominacions
1941
- Oscar a la millor fotografia per Oliver T. Marsh i Allen M. Davey
- Oscar a la millor direcció artística Cedric Gibbons i John S. Detlie